# رودلف ياكوبس
رودلف ياكوبس (بالألمانية: Rudolph Jacobs)‏ هو مهندس معماري ألماني، ولد في 1879 في إلبرفيلد في ألمانيا، وتوفي في 1946 في بريمن في ألمانيا.

## معرض صور

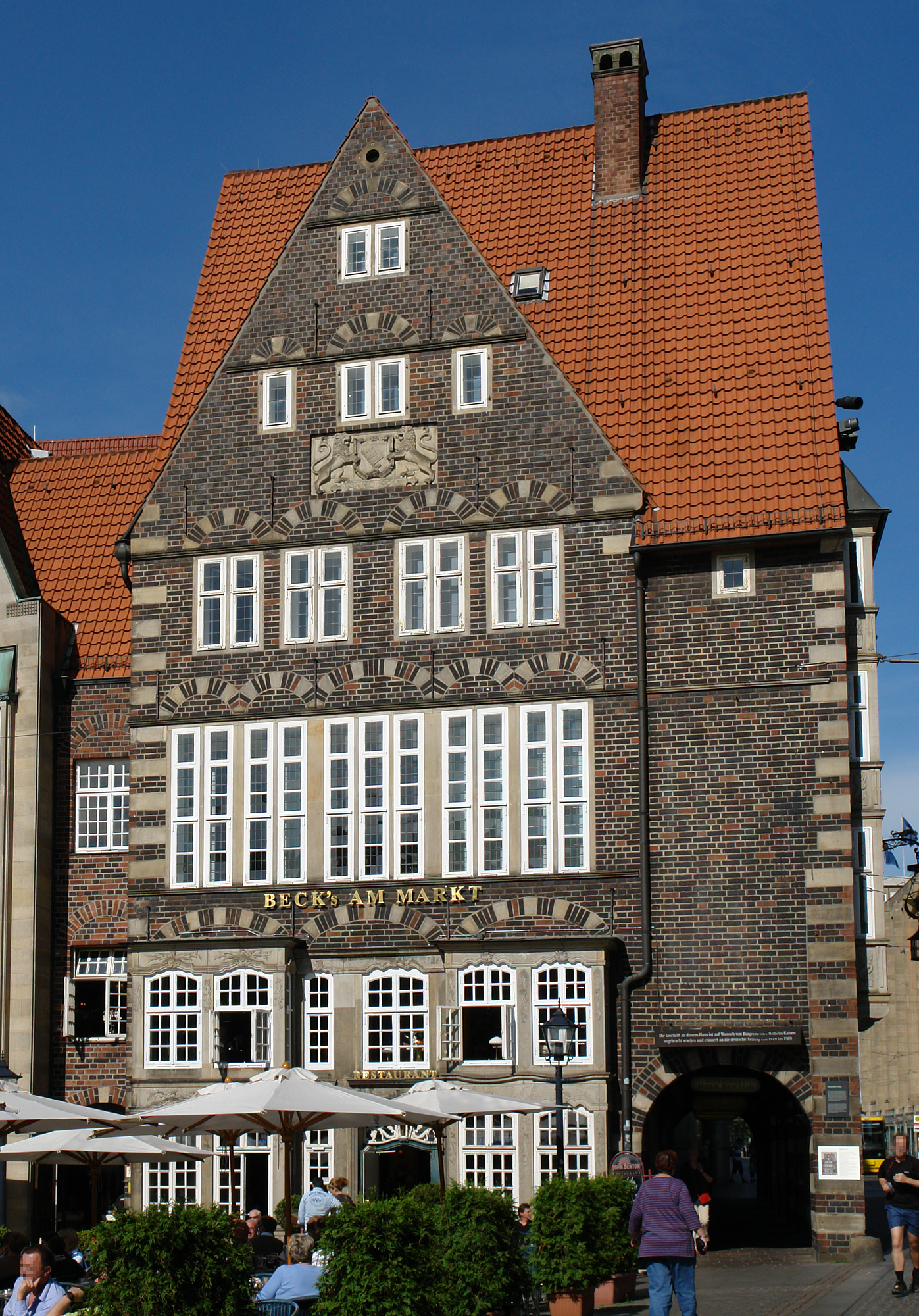
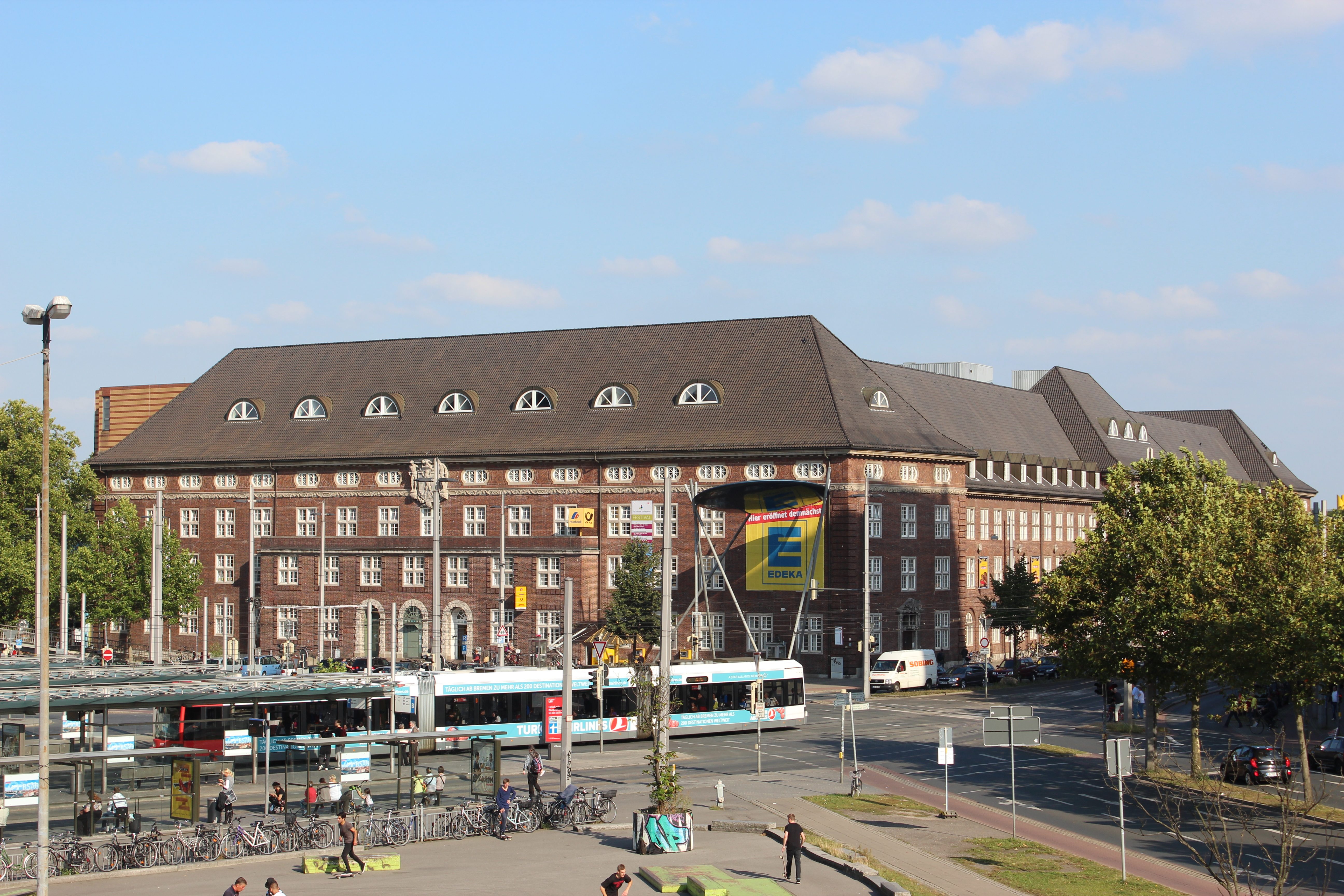
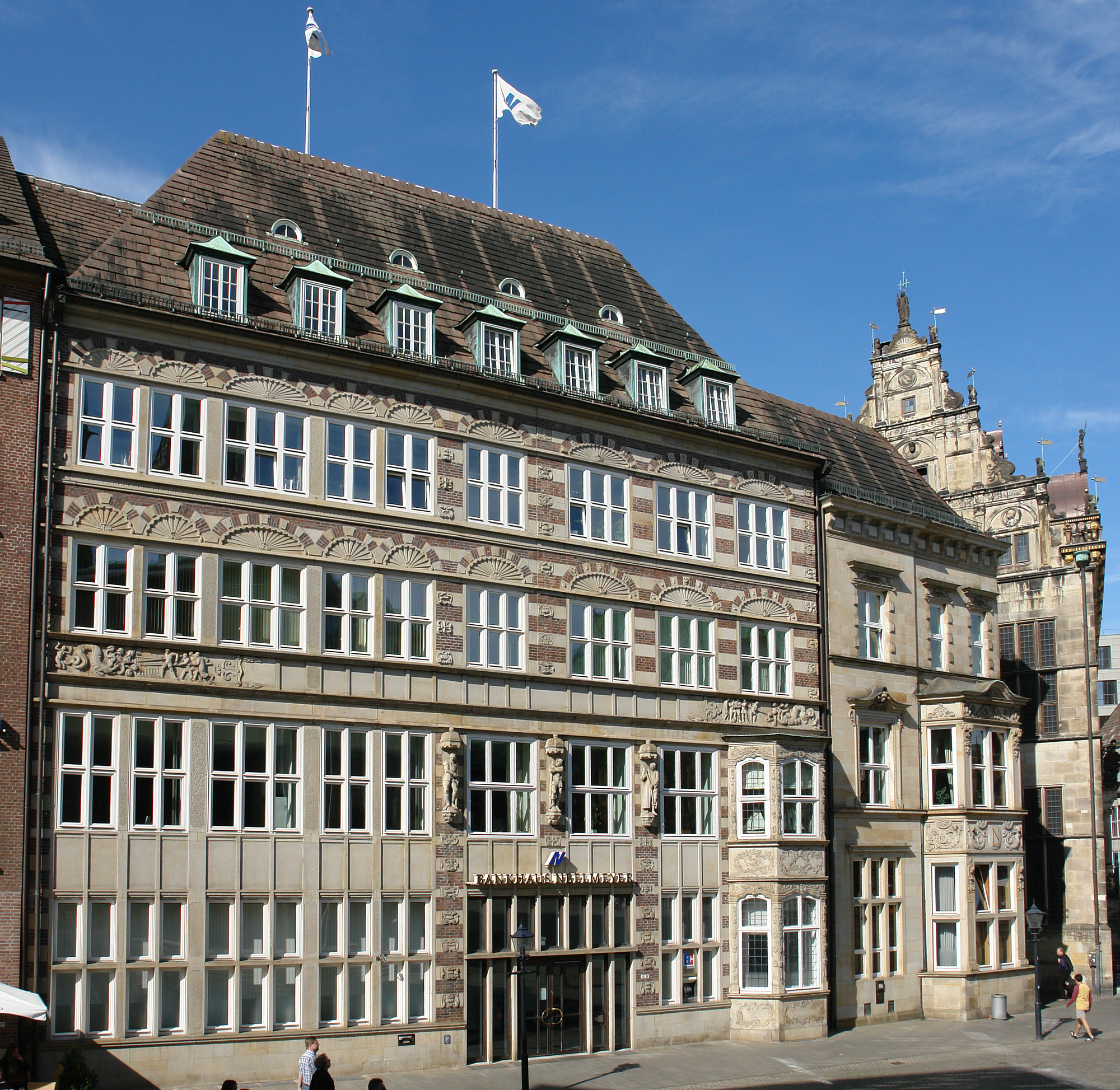